# Stephen Gallagher (Radsportler)
Stephen Gallagher (* 9. Juli 1980 im County Armagh) ist ein irischer Radrennfahrer.

## Karriere
Stephen Gallagher begann seine internationale Karriere 2003 bei der britischen Mannschaft Endurasport.com-Principia. Nach einem Jahr wechselte er zum belgischen Radsportteam Flanders und wurde Dritter bei der irischen Meisterschaft im Einzelzeitfahren wurde. In der Saison 2006 belegte er für das Giant Asia Racing Team erneut den dritten Platz bei der Tour of Thailand und wurde Zweiter bei der Tour de Taiwan, nachträglich jedoch durch das Doping des Iren Kirk O’Bee Erster. Seit 2007 fährt Gallagher für das Sean Kelly Team. In seinem ersten Jahr für das Team gewann er die dritte Etappe der Tour of Ulster. 2008 wurde er Gesamtsieger des FBD Insurance Rás.

## Erfolge
2006
- Gesamtwertung Tour de Taiwan

2008
- Gesamtwertung FBD Insurance Rás

## Teams
- 2003 Endurasport.com-Principia
- 2004 Flanders-Afin.com
- 2005 Flanders
- 2006 Giant Asia Racing Team
- 2007 Murphy & Gunn-Newlyn-M. Donnelly-Sean Kelly
- 2008 An Post-M. Donnelly-Grant Thornton-Sean Kelly Team
- 2009 An Post-Sean Kelly Team
- 2010 Sigma Sport-Specialized